# Adam Danch
Adam Danch, né le 15 décembre 1987 à Ruda Śląska, est un footballeur international polonais. Il évolue au poste de défenseur central avec le club d'Arka Gdynia.

## Biographie

### En club
Adam Danch évolue principalement avec le club du Górnik Zabrze, équipe avec laquelle il joue pendant 10 saisons et demi.
Il dispute plus de 200 matchs en Ekstraklasa.  Il joue un match en Ligue Europa lors de la saison 2017-2018.

### En équipe nationale
Avec les moins de 20 ans, il participe à la Coupe du monde des moins de 20 ans en 2007. Lors du mondial junior organisé au Canada, il joue quatre matchs. Il délivre une passe décisive lors des huitièmes de finale contre l'Argentine.
Adam Danch reçoit deux sélections en équipe de Pologne.
Il joue son premier match en équipe nationale le 14 décembre 2008, en amical contre la Serbie (victoire 1-0). Il joue son second match le 14 décembre 2012, en amical contre la Macédoine (victoire 1-4).